# Charles-Joseph-Marie-André Lançon
Charles-Joseph-Marie-André Lançon, francoski general, * 13. maj 1890, † 1956.